# Diego Cavalieri
Diego Cavalieri (* 1. Dezember 1982 in São Paulo) ist ein ehemaliger brasilianischer Fußballtorhüter. Er besitzt sowohl die brasilianische als auch die italienische Staatsangehörigkeit. 

## Karriere
Cavalieri begann seine Profilaufbahn im Jahr 2002 beim brasilianischen Fußballverein Palmeiras. Sein Debüt gab er beim 4:0-Auswärtssieg gegen den Rio Claro FC bei der Staatsmeisterschaft von São Paulo. Für Palmeiras spielte Cavalieri auch in der Compeonato Brasileiro, der brasilianischen Landesmeisterschaft. Hierbei musste er in 33 Spielen insgesamt 47 Gegentore hinnehmen.
Am 11. Juli 2008 unterschrieb er einen Vierjahresvertrag beim englischen Premier-League-Verein FC Liverpool. Seinen ersten Einsatz für seinen neuen Klub hatte er im League Cup gegen Crewe Alexandra. Nachdem sich Cavalieri nicht gegen den Stammtorhüter Pepe Reina durchsetzen konnte und Liverpool mit Brad Jones einen neuen Ersatztorhüter verpflichtete, wechselte er im August 2010 zum italienischen Verein AC Cesena. Doch auch hier kam er nur in der Coppa Italia zu einem Einsatz und wechselte deshalb 2011 zurück in die Heimat zu Fluminense. In Rio de Janeiro war er nach den Abgängen von Fernando Henrique und Rafael Silva direkt als Stammtorhüter gesetzt. Diese Position bestätigte er in den folgenden Spielzeiten und war somit wesentlich am Titelgewinn in der Liga sowie in der Staatsmeisterschaft beteiligt. Darüber hinaus wurde er sogar in die brasilianische Nationalmannschaft berufen.
In der europäischen Wintertransferperiode 2017/18 wechselte Cavalieri nochmals nach England. Hier blieb er zum Ende der Saison 2017/18 als Reservetorwart tätig. Ohne Einsätze kehrte er danach in seine Heimat zurück, wo er erst zum Jahresende beim Botafogo FR einen neuen Arbeitgeber fand. Nachdem er hier seit Februar 2021 keine Einsätze bestreiten konnte, einigte man sich im September des Jahres auf eine Vertragsauflösung.

## Erfolge
Palmeiras
- Série B: 2003
- Staatsmeisterschaft von São Paulo: 2008

Fluminense
- Staatsmeisterschaft von Rio de Janeiro: 2012
- Campeonato Brasileiro de Futebol: 2012
- Primeira Liga do Brasil: 2016

Nationalmannschaft
- U-17-Weltmeister: 1999 (o.E.)
- FIFA-Konföderationen-Pokal: 2013 (o.E.)